# Piet Bukman
Pieter (Piet) Bukman (ur. 7 lutego 1934 w Delfcie, zm. 15 marca 2022 w Voorschoten) – holenderski polityk, minister w różnych resortach, parlamentarzysta, w latach 1996–1998 przewodniczący Tweede Kamer, były przewodniczący Apelu Chrześcijańsko-Demokratycznego (CDA) i Europejskiej Partii Ludowej (EPP).

## Życiorys
W latach 1951–1959 studiował geografię społeczną na Gemeentelijke Universiteit van Amsterdam, następnie odbył dwuletnią służbę wojskową. Był wieloletnim etatowym działaczem organizacji chrześcijańskich rolników i ogrodników (CBTB), pełnił funkcję sekretarza generalnego (1971–1975) i prezesa (1975–1980) tej organizacji. Działał w Partii Antyrewolucyjnej, w 1980 po zjednoczeniu się ugrupowań centroprawicowych stanął na czele Apelu Chrześcijańsko-Demokratycznego jako formalny przewodniczący tej partii. Funkcję tę pełnił do 1986. Był również wiceprzewodniczącym i drugim w historii przewodniczącym Europejskiej Partii Ludowej (1985–1987).
Od 1981 do 1986 zasiadał w Eerste Kamer, wyższej izbie Stanów Generalnych. W lipcu 1986 został ministrem bez teki do spraw kooperacji, zajmując to stanowisko do listopada 1989. W międzyczasie we wrześniu 1988 wykonywał czasowo obowiązki ministra obrony. W 1989 był członkiem Tweede Kamer, złożył mandat w związku z objęciem w listopadzie 1989 stanowiska sekretarza stanu do spraw gospodarczych. We wrześniu 1990 przeszedł na urząd ministra rolnictwa, którym był do sierpnia 1994. Przez następne cztery lata sprawował mandat posła do Tweede Kamer, od 1996 kierując niższą izbą holenderskiego parlamentu. W 1998 wycofał się z aktywnej działalności politycznej, pozostając członkiem CDA.

## Odznaczenia
Odznaczony Orderem Oranje-Nassau III i IV klasy (1994 i 1981).